# Sint-Franciscuskerk (Sinaai)

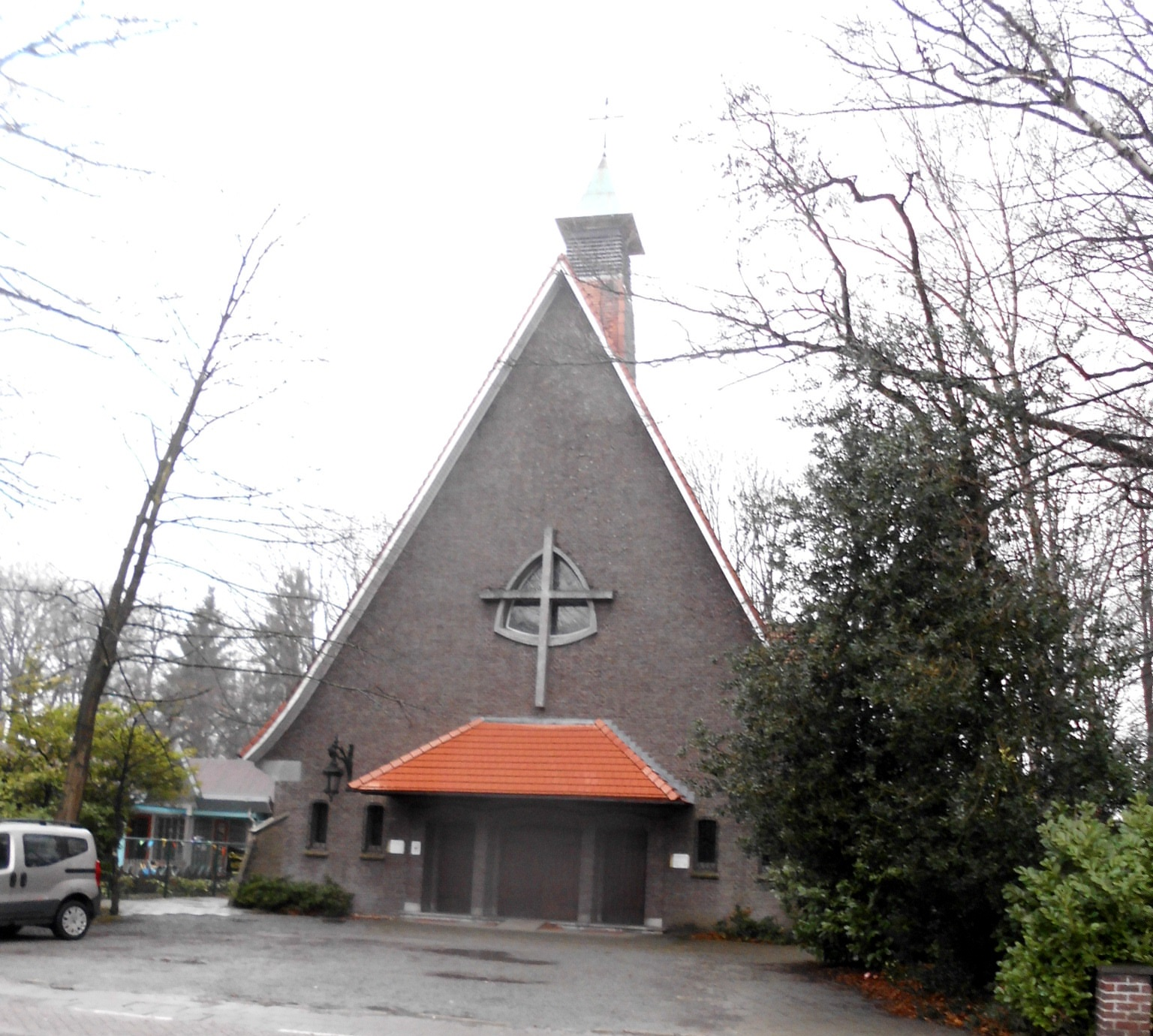
Sint-Franciscuskerk

De Sint-Franciscuskerk is een voormalig kerkgebouw in de wijk Duizend Appels van de tot de Oost-Vlaamse gemeente Sint-Niklaas behorende plaats Sinaai, gelegen aan Wijnveld 255.
Deze kerk werd in 1955 als kloosterkerk opgericht voor de paters Franciscanen. De paters vertrokken begin jaren '90 van de 20e eeuw. Daarna fungeerde de kerk nog als hulpkerk voor de Sint-Catharinaparochie. In 2007 werd de laatste Mis opgedragen en werd de kerk onttrokken aan de eredienst.
In 2010 werd de kerk omgebouwd tot kantoorruimte voor een sociale instelling. Hierbij werd in de kerkruimte een modern kantoor gebouwd, zonder de buitengevel aan te tasten.
Het eigenlijke kerkgebouw is een sober bakstenen gebouwtje onder hoog zadeldak, voorzien van een vierkante dakruiter.
Christus Koningkerk · 
Don Boscokerk · 
Heilige Familiekerk · 
Heilige Pastoor van Arskerk · 
Onze-Lieve-Vrouw-ten-Boskerk · 
Onze-Lieve-Vrouw-van-Bijstand-der-Christenenkerk · 
Sint-Andreas- en Ghislenuskerk · 
Sint-Antoniuskerk · 

Sint-Catharinakerk · 
Sint-Jan-de-Doperkerk · 
Sint-Jobkerk · 
Sint-Jozefskerk · 
Sint-Nicolaaskerk
Voormalige kerken:
Heilig-Hartkerk · 
Sint-Franciscuskerk